# سوبرادي ناسير
سوبرادي ناسير (بالإندونيسية: Supardi Nasir)‏ (9 أبريل 1983 في إندونيسيا - ) هو لاعب كرة قدم إندونيسي في مركز الدفاع. شارك مع منتخب إندونيسيا لكرة القدم. أما مع النوادي، فقد لعب مع برسيب باندونغ وبي إس إم إس ميدان ونادي سريويجايا ومادورا يونايتد وPSPS Pekanbaru ‏ وPS Palembang ‏.

## روابط خارجية
- سوبرادي ناسير على موقع قاعدة بيانات كرة القدم.إي يو (الإنجليزية)
- سوبرادي ناسير على موقع ناشيونال فوتبول تيمز (الإنجليزية)
- سوبرادي ناسير على موقع Soccerway.com (الإنجليزية)